# Dažbog

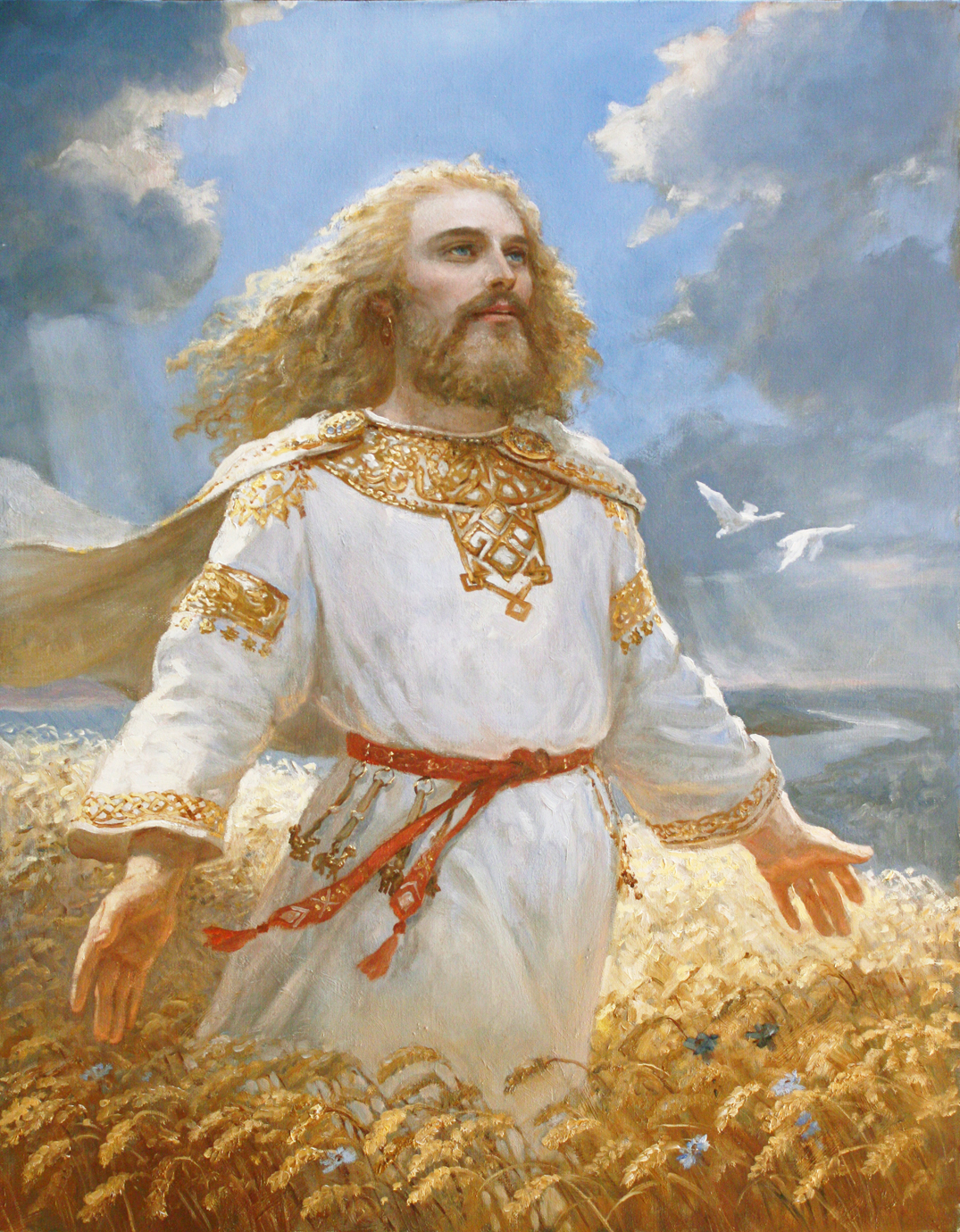
Dažbog od Andreje Šiškina

Dažbog (Dajbog, Dabog atp.) je slovanský bůh slunce. Bývá ztotožňován se Svarožicem a Chorsem. Martin Golema jej považuje za analogii indického Bhagy, boha rozdělujícího bohatství a majetek. Písemné doklady o jeho kultu pochází pouze z východoslovanského prostředí, ale existují další doklady, které naznačují že mohl být ctěn i u západních a jižních Slovanů. Jako hlavní božstvo ho dnes ctí rodnověrská organizace Rodná ukrajinská národní víra.

## Etymologie
Jméno Dažboga je spojováno se staroslověnským dažd „dáti“ a praslovanským bogъ „bůh“, vykládá se tedy jako „bůh dárce“. Jméno lze také vykládat z indoevropského kořene *dʰegʷʰ „hořet“. To jej spojuje se severským bohem dne Dagrem a irským Dagdou, kterým byl též chápán jako „bůh dárce“. Dříve byl také spojován s výrazy jako je české déšť a ruské дождь, tedy jako božstvo deště, tento výklad byl však opuštěn.
Naproti tomu Viktor Martynov spojuje jméno Dažbog s avestánského dušbaγa/dužbaγa, „zlý bůh“ a jako opozici k němu chápe Striboga, jehož jméno vykládá z taktéž z avestánského śríbaγa „dobrý bůh“. Poukazuje také na níže zmíněnou postavu Daboga. Tento dualismus připisuje Martynov vlivu zoroastrismu, manicheismu či bogomilství. Tato teorie však odporuje zmínkám o jeho solární funkci a celkovému rázu slovanského archaického náboženství.

## Písemné prameny
V Ipatěvském spisu z počátku 15. století lze nalézt poznámky k překladu kroniky Jana Malaly, kde jsou nahrazena řecká jména bohů jmény slovanskými. Tyto poznámky mohly vzniknout v Bulharsku, pravděpodobnější však je že pochází z ruského prostředí. Text zní:
| „ | ...Po smrti Hefaista, kterého nazývají též Svarogem, panoval nad Egypťany jeho syn jménem Slunce (Hélios), kterého nazývají Dažbog. Panovník Slunce, syn Svaroga, Dažbog byl silný muž..." | “ |

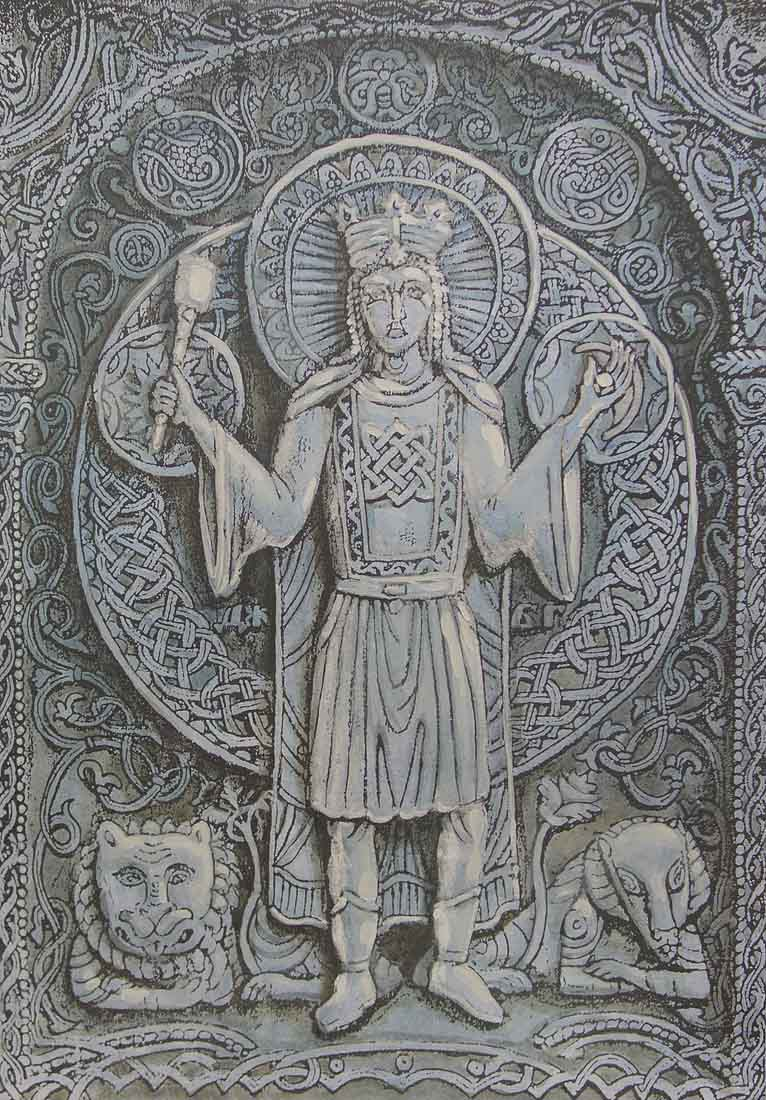
Dažbog od M. Prěsňakova (1998)

Na základě této pasáže je Dažbog jako syn Svaroga někdy chápán jako totožný se Svarožicem, známým z prostředí Polabských Slovanů jako hlavní božstvo kmene Ratarů a ve východoslovanském prostředí jako zbožštělý oheň. Tento výklad, objevující se například u Lubora Niederleho a Stanisława Urbańczyka, chápe theonymum Svarožic jako Patronymum, znamenalo by tedy "syn Svaroga". Jiní badatelé, například Aleksander Brückner a Henryk Łowmiański, však považují toto jméno za deminutivum jména Svarog, Svarožic by byl tedy malým, nedospělým Svarogem, zatímco Dažboga pokládají za lokální formu Svaroga, jako nejvyššího slovanského boha.
Pověst dávných let uvádí Dažboga mezi božstvo jejichž modly vztyčil v Kyjevě kníže Vladimír:
| „ | A postavil na návrší vně opevněného dvorce modly: Perunovi ze dřeva, hlavu jeho ze stříbra a vous ze zlata; také Chorsovi Dažbogovi, Stribogovi, Simarglovi a Mokoši. | “ |

Uvedený překlad je založen na chybějící tečce a spojce mezi jmény Chors a Dažbog v nejstarším přepisu textu. Tato skutečnost vede k názoru že se jedná o božstvo jménem Chors Dažbog. Chors byl nejspíše alanským bohem slunce, později Slovany ztotožněný s jejich solárním božstvem.
Ruská verze Liturgie svatého Jana Zlatoústého ze 14. století jej zmiňuje společně s Pereplutem a Stribogem. Slovo o pluku Igorově označuje Rusy v následujícím verši za vnuky Dažboga:
| „ | Oleg Gorislavič zasel sémě hněvu, kraj byl zpustošen a zpleněn různicemi, Dažbogovi vnuci houfně umírali, oráčí jen zřídka halekali v poli, krákot havranů se nesl ruskou zemí, kavky slétali se s křikem na mrtvoly. | “ |

## Folklór a jména

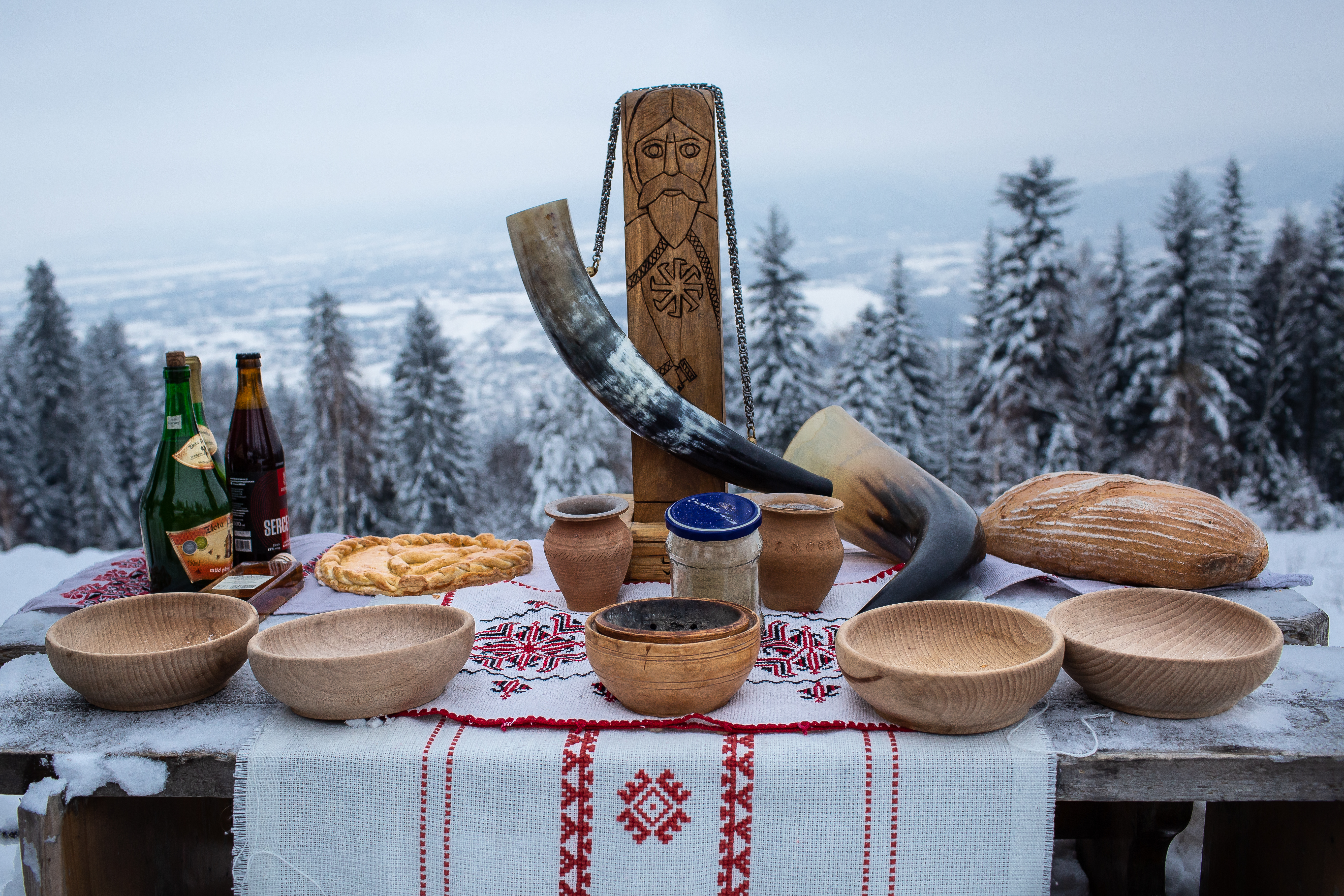
Moderní pohanský oltář s podobiznou Dažboga

V srbském folklóru je známa bytost jménem Dabog, chápaný jako pozemský protivník křesťanského Boha - „Dabog car na nebi a Pán Bůh na nebesích“. Jedná se nejspíše o degradaci slovanského božstva pod vlivem křesťanství, snad s přičiněním dualistického bogomilství. V Srbsku je znám také démon Daba a pohoří Dajbog.
V Polsku jsou od 14. století doložena osobní jména Dadzibog, Dadzbog, Daczbog a Dasbogowicz.